# 명태순대
명태순대(明太--)는 명태의 속에 소를 넣어 찐 음식이다. 생태로 만들지만 겨울철에 얼려 두었다 먹었기 때문에 동태순대(凍太--)라고도 한다. 함경도와 강원도 등 동해안 북부 지역의 향토음식이다.

## 만들기
소금에 절인 생태의 내장을 들어내고, 속에 소를 넣어 찜통에 쪄 만든다. 소는 삶아 다진 돼지고기, 데쳐서 물기를 뺀 배추와 숙주나물, 명태알과 이리, 애, 두부, 나물, 고지, 쌀 등을 넣어 만든다. 소는 명태의 입을 통해 집어 넣으며, 소를 채우고 아가리를 꿰맨 명태는 광에 매달아 얼려 두고 먹을 만큼씩 꺼내어 썼다. 먹을 때는 솥에 채반을 놓고 찐 다음 썰어 초장에 찍어 먹는다.

## 같이 보기
- 순대
- 오징어순대